# Denisa Schneebaumová
Denisa Schneebaumová, rozená Veškrnová, (* 14. května 1973 Třebíč) je česká kytaristka.

## Životopis
V letech 1987 až 1993 studovala na brněnské konzervatoři hru na kytaru u Vladislava Bláhy, v letech 1992 až 2000 pak na rakouské škole Universität Mozarteum v Salcburku u Marie Isabely Siewers. Zúčastnila se i mistrovských kurzů pořádaných různými světovými kytaristy. Svoji koncertní činnost zahájila během studií v Salcburku, kde také působila pedagogicky na dvou tamějších hudebních gymnáziích, kde vedla kytarové třídy.
V roce 1995 koncertovala v Bulharsku, ke se zúčastnila kytarové soutěže v Plovdivu, kde získala zvláštní cenu poroty. V roce 1997 uvedla ve světové premiéře skladby pro kytarové duo od Maxima Pujóla společně s Marií Isabelou Siewers.
Od roku 2000 má uzavřenu exkluzivní smlouvu s agenturou Arco Diva a od roku 2001 je členkou Českého kytarového kvarteta. Od roku 2005 koncertuje po boku české kytarové legendy Jiřího Jirmala (Jiří Jirmal Kvartet). V od roku 2009 vystupuje také společně s českým kytaristou Alešem Trnkou jako Bohemian Guitar Duo.
Vystupuje a nahrává v televizi a v rozhlase, je členkou porot různých mezinárodních kytarových soutěží.
Od svého sňatku umělecky vystupuje pod příjmením Schneebaumová.
Má dva syny, Tobiase Schneebauma (2002) a Andrease Schneebauma (2010).

## Diskografie
- Brabec, Stivín, Hudeček Play Vivaldi Supraphon 1995
- Denisa 1995, sólové album – vydáno v Německu

## Koncerty
- 19.6. 2009 Zámek Riegersburg, Znojmo

## Další aktivity
- Denisa Schneebaumová je členkou organizačního týmu mezinárodního Kytarového festivalu Mikulov.